# Wiatr (film 1992)
Wiatr (tytuł oryginalny ang. Wind) – amerykański film fabularny z roku 1992 roku w reżyserii Carrolla Ballarda. W rolach głównych wystąpili Matthew Modine i Jennifer Grey.

## Opis fabuły
Film opisuje historię Willa Parkera – młodego żeglarza, który dostaje się do załogi obrońcy Pucharu Ameryki. W decydującym wyścigu Will popełnia błąd, w wyniku którego jego załoga przegrywa, a Puchar po raz pierwszy w historii opuszcza Amerykę i trafia w ręce Australijczyków.
Will podejmuje decyzję o odzyskaniu Pucharu. Z pomocą swojej partnerki - Kate Bass i grupy zapaleńców, bez wsparcia bogatych syndykatów rozpoczyna na pustyni budowę jachtu. Ostatecznie mimo wielu trudności udaje mu się zwodować jacht i wystartować w kolejnych regatach o Puchar Ameryki. Ponownie w decydujących momentach wyścigów następują zwroty akcji – łamią się maszty, narastają napięcia interpersonalne, do gry wraca kapitan Morgan Weld, w ostatnim wyścigu w obliczu niemal pewnej porażki załoga używa prototypowego żagla zaprojektowanego przez Kate. Ostatecznie po bohaterskiej, ale uczciwej walce Puchar powraca w amerykańskie ręce.

### Obsada
- Matthew Modine jako Will Parker
- Jennifer Grey jako Kate Bass
- Cliff Robertson jako Morgan Weld
- Jack Thompson jako Jack Neville
- Stellan Skarsgård jako Joe Heiser

### Realizm
- Scenariusz filmu oparty był na autentycznych zmaganiach w Regatach o Puchar Ameryki w latach 1983 – 1987
- Will Parker (Matthew Modine) postać wzorowana na Dennise Connerze
- Geronimo jacht wzorowany na Stars & Stripes US-55
- Radiance jacht wzorowany na Liberty
- Boomerang jacht wzorowany na Australia II KA-6
- Platypus jacht wzorowany na Kookaburra III

## Inne
- Film ukazał się ponownie (na płycie DVD), jako dodatek do czasopisma "Na żywo" – Nr 18 / 2005.